# 平壤花卉研究所
平壤花卉研究所或稱平壤花草研究所（朝鮮語：평양화초연구소），是朝鮮民主主義人民共和國的花卉研究機構，位於平壤直轄市大城山山麓，設有花圃和生物工程實驗室。花卉種類有蘭花、蝴蝶花等。在引進外來品種的同時也使其風土馴化。
朝鮮最高領導人金正恩和前領導人金正日都曾視察平壤花卉研究所。